# In supremo apostolatus
In supremo apostolatus utfärdades av påven Gregorius XVI 3 december 1839. Den utarbetades efter en konsultation av Collegium Cardinalium och fördömde offentligt slavhandeln och fortsättningen av institutionen slaveri som sådan. 
Brevet utfärdades under en tid när slaveriet var utsatt för en häftig kritik i Västvärlden. Den Transatlantiska slavhandeln hade förbjudits i de flesta europeiska länder och Afrika-blockaden blockerade den återstående; det brittiska imperiet hade nyligen förbjudit slaveriet, och alltfler europeiska länder hade eller diskuterade att avskaffa slaveriet i sina kolonier. 
I USA väckte dokumentet viss diskussion. Den katolska kyrkan i Sydstaterna valde generellt att tolka den som ett fördömande av slavhandel snarare än slaveri och att kyrkan skulle avstå från att försvara slaveri snarare än att aktivt motarbeta det. 